# Президенти-Жетулиу
Президенти-Жетулиу (порт. Presidente Getúlio) — муниципалитет в Бразилии, входит в штат Санта-Катарина. Составная часть мезорегиона Вали-ду-Итажаи. Входит в экономико-статистический  микрорегион Риу-ду-Сул. Население составляет 13 043 человека на 2006 год. Занимает площадь 295,650 км². Плотность населения — 44,1 чел./км².

## История
Город основан 1 июня 1904 года.

## Статистика
- Валовой внутренний продукт на 2003 составляет 174 375 044,00 реалов (данные: Бразильский институт географии и статистики).
- Валовой внутренний продукт на душу населения на 2003 составляет 13 710,89 реалов (данные: Бразильский институт географии и статистики).
- Индекс развития человеческого потенциала на 2000 составляет 0,810 (данные: Программа развития ООН).